# Імплозія (психотерапія)

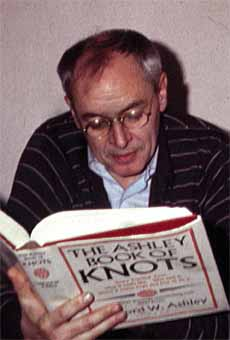
Рональд Девід Лейнг

Термін імплозі́я (англ. implosion — «внутрішній вибух») був використаний шотландським психіатром Рональдом Девідом Лейнгом (1960) для опису страху бути знищеним дійсністю, який відчувають люди, що не мають первинної онтологічної безпеки. Метод імплозивної терапії був створений американським психологом Томасом Стемпфлом (Tomas Stampfl) (1961).

## Практичне застосування
Метод імплозії (метод занурення в уяві). При її проведенні пацієнту пропонується уявити ситуацію, що викликає страх, протягом максимально тривалого періоду.
Ціль імплозивної терапії — викликати відчуття інтенсивного страху в уяві, яке приведе до зменшення останнього в реальній ситуації.
Угасання страху відбувається в результаті тривалого зіштовхування із ситуацією, що раніше супроводжувалась страхом, оскільки тепер не відбуваються наслідки, що викликають страх. При цьому психотерапевт активізує в уяві хворого стимул чи його символічну заміну, на якій фіксувався страх, змушує хворого довго зіштовхуватись з ним, однак без супроводження іншими стимулами (наслідками), що зміцнюють страх. Інакше кажучи, протягом тривалого часу з пацієнтом нічого не відбувається, і таким чином умовний зв'язок страху і певної ситуації чи предмету руйнується.

## Етапи імплозії
Техніка імплозії включає декілька етапів. На першому етапі хворому пояснюють механізм лікувальної дії метода, підкреслюючи важливість його активної участі в лікуванні, повідомляють, що він має уявляти ряд сцен, в які він має максимально зануритись, якомога точніше зорово уявити ситуацію чи предмет, відчути його тактильно, згадати звукові та інші характеристики ситуації чи предмета, що раніше викликали страх.
Другий етап — уявлення ситуації (власне імплозія). Хворий уявляє ситуації, що викликали раніше найбільший страх. Про рівень зануреності хворого і внаслідок інтенсивності страху, що відчувається, лікар робить висновок на основі спостереження за поведінкою пацієнта. Сильний страх викликає моторну активність: загальне напруження м'язів всього тіла і їх окремих груп, наприклад жувального м'язового апарату, обмеження руху чи скорочення будь-яких м'язів, мімічні реакції. Крім того, можуть спостерігатися вегетативні реакції (судинні реакції обличчя, пітливість, серцебиття).
Задача психотерапевта підтримувати досить інтенсивний рівень страху у пацієнта.
Це втручання психотерапевта протягом заняття декілька разів, доки рівень тривоги істотно не буде знижуватися. Страх і тривога мають підтримуватися протягом 40-45 хв. Після закінчення процедури обговорюються завади, що заважали значній емоційній зануреності. Пацієнт отримує самостійне домашнє завдання: проводити подібні тренування 1 раз у день. На наступних заняттях можуть використовуватись в уяві інші ситуації, що викликають страх, оскільки згасання ситуацій, що вже уявлялись відбувається швидкими темпами. Зазвичай лікування складається з кількох занять.